# Satz von der offenen Abbildung (Funktionalanalysis)
Der Satz von der offenen Abbildung, auch als Satz von Banach-Schauder bekannt, ist ein grundlegender Satz aus der Funktionalanalysis, einem Teilgebiet der Mathematik.
Der Satz ist eine Folgerung aus dem Satz von Baire und wurde 1929 von Stefan Banach und Juliusz Schauder bewiesen.

## Aussage
Eine Abbildung zwischen topologischen Räumen heißt offen, wenn das Bild jeder offenen Menge offen ist.
Die Aussage des Satzes ist:
Sind {\displaystyle X} und {\displaystyle Y} Banachräume, so gilt für jede stetige lineare Abbildung {\displaystyle T} zwischen {\displaystyle X} und {\displaystyle Y}:
{\displaystyle T} ist surjektiv genau dann, wenn {\displaystyle T} offen ist.
Man sieht leicht, dass eine offene lineare Abbildung surjektiv sein muss, da kein echter Unterraum von {\displaystyle Y} offen ist;  der Gehalt des Satzes liegt also in der Aussage, dass jede surjektive stetige lineare Abbildung offen ist.
Der Beweis benötigt sowohl die Vollständigkeit von {\displaystyle X} als auch die von {\displaystyle Y}.

## Satz vom stetigen Inversen
Unmittelbar aus der Definition von Stetigkeit folgt als Korollar:
Ist {\displaystyle T} eine stetige lineare Bijektion zwischen zwei Banachräumen, dann ist die inverse Abbildung stetig.
Diese Aussage ist als Satz von der inversen Abbildung oder Satz vom stetigen Inversen  bekannt.  Sie lässt sich auch so formulieren:
Sei {\displaystyle T} ein stetiger linearer Operator zwischen zwei Banachräumen  {\displaystyle X} und  {\displaystyle Y}.  Ist die Gleichung {\displaystyle Tx=b} für jedes {\displaystyle b} in {\displaystyle Y} eindeutig lösbar, so hängt die Lösung {\displaystyle x} stetig von {\displaystyle b} ab.

## Verallgemeinerung
Der Satz über die offene Abbildung kann in der Theorie lokalkonvexer Räume auf größere Raumklassen ausgedehnt werden, siehe dazu Raum mit Gewebe, ultrabornologischer Raum oder (LF)-Raum.